# Steven Lewis
Steven Lewis (ur. 20 maja 1986) – brytyjski lekkoatleta specjalizujący się w skoku o tyczce.

## Kariera
Międzynarodową karierę zaczynał w 2003 roku od zdobycia brązowego medalu na mistrzostwach świata juniorów młodszych. W kolejnych dwóch sezonach zajmował wysokie lokaty na mistrzostwach świata juniorów (2004) oraz juniorskim czempionacie Europy (2005). W 2006 roku zdobył brązowy medal igrzysk Wspólnoty Narodów, a w 2007 był siódmy na młodzieżowych mistrzostwach Europy. Nie udało mu się zaliczyć żadnej wysokości na mistrzostwach świata w Osace (2007) oraz na igrzyskach olimpijskich w Pekinie (2008). Uplasował się na czwartym miejscu halowych mistrzostw Europy (2009). Zdobył srebrny medal igrzysk Wspólnoty Narodów w 2010 roku, a cztery lata później, na tej samej imprezie, sięgnął po złoto. Medalista mistrzostw kraju oraz reprezentant Wielkiej Brytanii w pucharze Europy i drużynowych mistrzostwach Europy.
Rekordy życiowe: stadion – 5,82 (21 lipca 2012, Szczecin) – były rekord Wielkiej Brytanii; hala – 5,77 (2012).

## Osiągnięcia
| Rok  | Impreza                                 | Miejsce    | Lokata            | Wynik | Reprezentacja |
| ---- | --------------------------------------- | ---------- | ----------------- | ----- | ------------- |
| 2003 | Mistrzostwa świata juniorów młodszych   | Sherbrooke | 3. miejsce        | 5,05  | GBR           |
| 2004 | Mistrzostwa świata juniorów             | Grosseto   | 9. miejsce        | 5,00  | GBR           |
| 2005 | Mistrzostwa Europy juniorów             | Kowno      | 5. miejsce        | 5,10  | GBR           |
| 2006 | Igrzyska Wspólnoty Narodów              | Melbourne  | 3. miejsce        | 5,50  | ENG           |
| 2006 | Superliga pucharu Europy                | Malaga     | 5. miejsce        | 5,35  | GBR           |
| 2007 | Halowe mistrzostwa Europy               | Birmingham | el. – 15. miejsce | 5,55  | GBR           |
| 2007 | Superliga pucharu Europy                | Monachium  | 6. miejsce        | 5,40  | GBR           |
| 2007 | Młodzieżowe mistrzostwa Europy          | Debreczyn  | 7. miejsce        | 5,55  | GBR           |
| 2007 | Mistrzostwa świata                      | Osaka      | –                 | NH    | GBR           |
| 2008 | Halowe mistrzostwa świata               | Walencja   | el. – 15. miejsce | 5,35  | GBR           |
| 2008 | Superliga pucharu Europy                | Annecy     | 3. miejsce        | 5,40  | GBR           |
| 2008 | Igrzyska olimpijskie                    | Pekin      | –                 | NH    | GBR           |
| 2009 | Halowe mistrzostwa Europy               | Turyn      | 4. miejsce        | 5,71  | GBR           |
| 2009 | Superliga drużynowych mistrzostw Europy | Leiria     | 6. miejsce        | 5,55  | GBR           |
| 2009 | Mistrzostwa świata                      | Berlin     | 7. miejsce        | 5,65  | GBR           |
| 2010 | Halowe mistrzostwa świata               | Doha       | 6. miejsce        | 5,45  | GBR           |
| 2010 | Superliga drużynowych mistrzostw Europy | Bergen     | –                 | NH    | GBR           |
| 2010 | Igrzyska Wspólnoty Narodów              | Nowe Delhi | 2. miejsce        | 5,60  | ENG           |
| 2011 | Superliga drużynowych mistrzostw Europy | Sztokholm  | 7. miejsce        | 5,40  | GBR           |
| 2011 | Mistrzostwa świata                      | Daegu      | 9. miejsce        | 5,65  | GBR           |
| 2012 | Halowe mistrzostwa świata               | Stambuł    | 5. miejsce        | 5,70  | GBR           |
| 2012 | Igrzyska olimpijskie                    | Londyn     | 4. miejsce        | 5,75  | GBR           |
| 2013 | Halowe mistrzostwa Europy               | Göteborg   | 6. miejsce        | 5,71  | GBR           |
| 2013 | Mistrzostwa świata                      | Moskwa     | –                 | NH    | GBR           |
| 2014 | Igrzyska Wspólnoty Narodów              | Glasgow    | 1. miejsce        | 5,55  | ENG           |
| 2014 | Mistrzostwa Europy                      | Zurych     | 11. miejsce       | 5,40  | GBR           |
| 2015 | Mistrzostwa świata                      | Pekin      | el. – 29. miejsce | 5,40  | GBR           |